# ريكاردو ألاركون
ريكاردو ألاركون هو دبلوماسي وسياسي كوبي، ولد في 21 مايو 1937 في هافانا في كوبا. نشط حزبياً في الحزب الشيوعي الكوبي.

## مناصب
- انتخب سفير.
- انتخب عضو في الجمعية الوطنية لكوبا ‏.
- انتخب رئيس الجمعية الوطنية للسلطة الشعبية ‏ (24 فبراير 1993 – 24 فبراير 2013).
- انتخب وزير خارجية كوبا [الإنجليزية]‏ (1992 – 1993).